# Заливинское сельское поселение (Омская область)
Заливинское се́льское поселе́ние — муниципальное образование в Тарском районе Омской области Российской Федерации.
Административный центр — село Заливино.

## История
Статус и границы сельского поселения установлены Законом Омской области от 30 июля 2004 года № 548-ОЗ «О границах и статусе муниципальных образований Омской области»

## Население
| 2010  | 2011  | 2012  | 2013  | 2014  | 2015  | 2016  |
| ----- | ----- | ----- | ----- | ----- | ----- | ----- |
| 1522  | ↘1517 | ↘1501 | ↘1494 | ↘1478 | ↘1455 | ↘1448 |
| 2017  | 2018  | 2019  | 2020  | 2021  | 2023  |       |
| ↘1415 | ↗1427 | ↘1402 | ↘1387 | ↗1399 | ↗1400 |       |

## Состав сельского поселения
| № | Населённый пункт | Тип населённого пункта       | Население |
| - | ---------------- | ---------------------------- | --------- |
| 1 | Атачка           | деревня                      | ↘5        |
| 2 | Бородихино       | деревня                      | ↘100      |
| 3 | Заливино         | село, административный центр | ↘868      |
| 4 | Коренево         | село                         | ↘258      |
| 5 | Фрунзе           | деревня                      | ↘291      |